# Уивер, Сильвестр
Сильвестр Барнаби «Пэт» Уивер (англ. Sylvester Barnabee «Pat» Weaver; 21 декабря 1908 — 15 марта 2002) — американский медиаменеджер. Президент компании NBC с 1953 по 1955 год.
Уивера называют человеком, изменившим формат и философию коммерческого вещания, когда телевидение сменяло радио в качестве доминирующего домашнего развлечения в американском обществе. Благодаря Уиверу на телевидении появились передачи Today и The Tonight Show.
Дочь Сильвестра Уивера, Сигурни Уивер, — известная актриса.

## Ранние годы и личная жизнь
Сильвестр Барнаби Уивер родился в Лос-Анджелесе, штат Калифорния, в семье Элеаноры Изабель (урождённой Диксон) и Сильвестра Лафлина Уивер (1876–1958). Его предки были шотландцами по национальности, возможно, принадлежали к клану Макфарлан. Среди родственников Уивера — Мэтью Лафлин, бизнесмен, филантроп, производитель пороха, один из первых поселенцев округа Кук, штат Иллинойс. Прапрадедушкой Уивера был Чарльз Лафлин, также производитель пороха, приехавший в Новый Свет в 1740 году из Ирландии и поселившийся в Оксфорде, штат Массачусетс.
Сильвестр Уивер окончил Дартмутский колледж в 1930 году. Он принадлежал к братствам Фи-Бета-Каппа и Фи-Каппа-Пси. C 1942 по 1945 служил в Военно-морском флоте США.
В 1942 году Уивер сочетался браком с голливудской актрисой Элизабет Инглис. Инглис ушла из кинематографа ради семьи, у пары родилось два ребёнка: сын Траян Виктор Чарльз и дочь Сьюзен Александра (Сигурни Уивер).
Сильвестр Уивер умер 15 марта 2002 года в возрасте 93 лет.

## Карьера
С 1920-х годов Сильвестр Уивер работал в рекламном агентстве Young & Rubicam. В середине 1930-х годов он выпускал радиошоу Фреда Аллена Town Hall Tonight, а затем возглавил всё направление радиопрограмм в компании. В 1949 году NBC наняла Уивера, чтобы перехватить лидерство у CBS.
Работая в NBC, Уивер внедрил множество технологий, ставших впоследствии стандартными для сетевого телевещания. По его предложению сеть начала производство собственных программ и зарабатывать на продаже рекламы в них. Ранее рекламные агентства создавали шоу по заказу конкретного клиента. Продажа времени нескольким заказчикам позволяла сохранять её производство даже в случае потери одного из рекламодателей.
В 1952 году Уивер создал программу Today, затем в 1954 —Tonight Starring Steve Allen и Home с Арлен Френсис, в 1955 — Wide Wide World с Дейвом Гэрроуэем (англ. Dave Garroway). Уивер был убеждён, что телевидение должно не только развлекать, но и учить, и даже требовал, чтобы каждая передача включала в себя важные, но малоизвестные факты науки и культуры.
Занимаясь телевидением, Уивер не забывал и о радио. В 1955, когда популярность радиовещания быстро шла на убыль, он вдохнул в него новую жизнь, выпустив программу NBC Monitor — радиожурнал недельной длительности, посвящённый новостям, музыке, юмору, театру спорту и всему прочему, что подходило под формат. Рекламодатели платили за небольшие блоки, что было для них выгоднее покупки целой передачи, а радиосеть сама определяла, какую рекламу пускать в эфир, и не позволяла ни одному спонсору эксклюзивно владеть временем какой-либо программы.
NBC Monitor оставался в эфире и после ухода Уивера с поста NBC в 1955 году из-за конфликта с Дэвидом Сарновым. Идеи Уивера казались слишком дорогими или чересчур интеллектуальными для NBC. Его сначала сменил на посту президента сын Сарнова, Роберт, а затем — Роберт Кинтнер. Под их руководством программы были приведены к новому, менее амбициозному уровню, нежели в годы руководства Уивера.
В 1960 году Уивер рассказал о своём разочаровании в NBC в статье, напечатанной в воскресном выпуске Denver Post. Что когда-то называлось «золотым веком телевидения» всего за десять лет исчезло из-за неудачных решений. В статье Уивер упомянул разногласия в руководстве NBC, CBS и ABC: «Телевидение заменило десяток различных форматов всего на два: новости и голливудские истории. Вина лежит на руководстве NBC, CBS и ABC. Рукодство не позволяет дать зрителям то, что они заслуживают. В такой системе я не вижу никакой перспективы».
В 1985 году Сильвестр Уивер был включён в Зал славы телевидения.